# Zoupé Zogbélémou
Pour les articles homonymes, voir Zogbélémou.
Zoupé Zogbélémou est un homme politique guinéen. Il est député uninominal de Nzérékoré à l'Assemblée nationale du 22 avril 2020 au 5 septembre 2021.

## Biographie
Il est député uninominal de la commune de Macenta, de 2020 en 2021, élu lors des élections législatives de 2020. Il est membre de la commission Environnement, Pêche, Développement rural et durable de la IXe législative de la république de Guinée.